# Lek recepturowy
Lek recepturowy, lek magistralny – produkt leczniczy sporządzony w aptece według recepty lekarskiej lub jej odpisu, zgodnie z posiadaną przez farmaceutę wiedzą fachową i zasadami dobrej praktyki aptekarskiej. Przepisanie leku recepturowego umożliwia lekarzowi dobranie składu jakościowego i ilościowego preparatu do stopnia zaawansowania choroby i indywidualnych cech chorego.
Lek recepturowy sporządza się na podstawie recepty, na której lekarz (lub felczer) określa skład leku oraz jego formę końcową. Leki te sporządzane są z chemicznych lub roślinnych surowców farmaceutycznych, na przykład ziół, a także z niektórych leków gotowych. Pełna lista leków, które mogą stanowić surowce farmaceutyczne w Polsce, znajduje się w rozporządzeniu ministra zdrowia z dnia 6 listopada 2012.
Leki recepturowe w Polsce mogą być sporządzane wyłącznie w aptekach dysponujących odpowiednim zapleczem lokalowym wraz z wyposażeniem, jak również uprawnionym do tego personelem. Leki recepturowe nie mogą być przygotowywane w punktach aptecznych, gdyż w wykazie produktów leczniczych dopuszczonych do obrotu w punktach aptecznych nie umieszcza się surowców do wykonywania leków recepturowych.

## Sposób preskrypcji w Polsce
Na jednej recepcie można wypisać tylko jeden lek recepturowy (natomiast może być przepisana jego podwójna ilość – a w przypadku maści nawet dziesięciokrotna, czyli 1 kg, jeżeli będzie zachowana trwałość w okresie stosowania przez pacjenta).
Skład leku recepturowego powinien być podany w języku łacińskim. Nazwy każdego składnika są zapisywane od nowego wiersza od dużej litery w dopełniaczu (np. jodek potasu: Kalii iodidi – mianownik Kalium iodatum). Skład uwzględnia następującą kolejność substancji:
- lek główny (basis)
- lek wspomagający (adiuvans)
- substancja nadająca smak, zapach lub wygląd (corrigens)
- podstawa, podłoże, rozpuszczalnik (vehiculum, constituens, excipiens, solvens, menstruum)[5].

Ilości składników podaje się cyframi arabskimi w gramach (np. Kalii iodidi 4,0).
Na końcu preskrypcji pojawia się formuła Misce fiat (w skrócie M.f.) – na przykład M.f.ung., czyli „sporządź maść (zmieszaj, niech się stanie maść)”. Przy ilości składników recepturowych często pojawiają się skróty aa, czyli „w równych częściach”, lub aa ad, czyli „w równych częściach do”.
Przykład:
Rp.
Eucerini
Aquae dest. aa ad 100,0
M.f. ung.
Powyższe oznacza, że należy zmieszać z sobą po 50 g euceryny (podłoża maściowego) i wody destylowanej.

## Sposób sporządzenia
Sporządzenie leku recepturowego polega na:
1. połączeniu w odpowiedni sposób składników:
- rozpuszczeniu lub zdyspergowaniu substancji leczniczych i pomocniczych w odpowiednim rozpuszczalniku lub podłożu
- rozdrobnieniu, zmieszaniu składników stałych
- zmieszaniu składników płynnych

2. przeniesieniu do opakowania właściwego dla danej postaci leku
3. zaetykietowaniu.
W Polsce leki w aptece sporządza farmaceuta lub technik farmaceutyczny. Technik farmaceutyczny nie może sporządzać leków z substancjami bardzo silnie działającymi (wykaz A) lub odurzającymi (wykaz N).

## Postacie leków recepturowych
- roztwór
- krople
- zawiesina
- emulsja
- maści
- proszek
- czopek